# 内股返
内股返（うちまたがえし）は、柔道の投技の足技21本の一つ。講道館では1982年（昭和57年）に新たに名称として登録された。講道館や国際柔道連盟 (IJF) での正式名。IJF略号UMG。別名二段小外刈（にだんこそとがり）。小外刈の二段小外刈とは異なる技である。

## 概要
内股の返し技で後の先の技の一種である。
相手が内股を仕掛けてきた時、後ろ向きになっている相手の軸脚を刈って、真後ろに倒して投げる技。
この状態から、自分も真後ろに倒れながら投げると谷落になる。
また、刈足を刈ると小外掛となる。
お互いが右組だった場合、受（相手）が内股で攻めようと左脚で片足になって背後を見せた時、取（自分）は受の片足になっている軸脚（左脚）を取の左脹脛をあてて刈るか払い、真後ろに投げる。
谷落のような形になるが体は捨てない。
似た動きの技としては跳腰返・払腰返があるが、体の捌き方やタイミングなどが異なる。
なお、内股にはもう一つ、固有の返し技が存在するが、それは内股すかしを参照のこと。
名称の経緯については後の先も参照のこと。